# Desa Sadang (administrativ by i Indonesien, Jawa Timur, lat -6,88, long 111,66)
Desa Sadang är en administrativ by i Indonesien.   Den ligger i provinsen Jawa Timur, i den västra delen av landet, 500 km öster om huvudstaden Jakarta.